# خوزه گواردیولا (بازیگر)
خوزه گواردیولا (انگلیسی: José Guardiola؛ ۷ دسامبر ۱۹۲۱ – ۱۰ مه ۱۹۸۸ (aged 66)) هنرپیشه اهل اسپانیا بود.